# Fred Leuchter
Fred Leuchter, Frederick A. Leuchter, Jr., född 7 februari 1943 i Malden, Massachusetts, är amerikansk konstruktör av utrustning för avrättningar som 1988 efter undersökningar i koncentrationslägret Auschwitz i en rapport hävdade att massavrättning i gaskammare inte kan ha förekommit där. Hans rapport åberopas av förintelseförnekare som bevis för att Förintelsen inte kan ha ägt rum. Rapporten innehöll dock tydliga fel, då han missförstod bevis som han använde till sin fördel och helt ignorerade bevis som talade mot hans tes.
Leuchters utbildning var inom humaniora men han utgav sig för att vara ingenjör. Hans far arbetade inom fängelseväsendet i Massachusetts och som tonåring hjälpte han sin far att flytta delstatens gamla elektrisk stol. När det såg ut som att Massachusetts eventuellt skulle återinföra dödsstraffet fick han frågan om han kunde komma och undersöka om den fortfarande var användbar. Utifrån detta uppdrag kom han att rekommenderas för motsvarande uppdrag i andra delstater. Han konstruerade en mer effektiv elektrisk stol, vilket ledde till förfrågningar att konstruera annan avrättningsutrustning; en maskin för dödliga injektioner, en bättre galge och en säkrare läckagefri gaskammare. Hans utrustning har köpts av minst 27 delstater.
Errol Morris gjorde 1999 en dokumentärfilm om Leuchter, Dödens ingenjör (Mr. Death: The Rise and Fall of Fred A. Leuchter, Jr.).

## Leuchterrapporten
Leuchterrapporten kom till genom att Leuchter, i sin egenskap av konstruktör av avrättningsutrustning, kallades in som expertvittne av nynazisten och förintelseförnekaren Ernst Zündel som stod inför rätta i Kanada 1988. Leuchter åkte till lägret Auschwitz-Birkenau, där han utan tillstånd tog med sig prover från tegel och betong som skickades för kemisk analys i USA. Leuchter skrev en rapport som Zündel använde som bevis för sin sak och ville att Leuchter skulle kallas som expertvittne. När Leuchter frågades ut i domstolen om sina meriter framkom det att han helt saknade expertkunskaper inom kemi, toxikologi eller kremering, trots att hans rapport innehöll uttalanden inom dessa områden. Domstolen accepterade därför inte rapporten som bevis i målet och nekade Leuchter att uppträda som expertvittne.
1989 publicerade Zündel Leuchters rapport under titeln Leuchter Report.